# Auguste Deter
Auguste Deter (Kassel, 16 de maio de 1850 — Frankfurt, 8 de abril de 1906) foi uma mulher alemã notável por ser a primeira pessoa a ser diagnosticada com a doença de Alzheimer. Seu nome de solteira é desconhecido. Ela se casou com Karl Deter na década de 1880 e juntos tiveram uma filha.

## Início da doença
No final da década de 1890 Auguste Deter começou a mostrar sintomas de demência como perda de memória, delírios e até estados vegetativos temporários. Deter começou a ter problemas para dormir, arrastava lençóis pela casa e gritava por horas no meio da noite.
Como trabalhador ferroviário, seu marido Karl foi incapaz de fornecer cuidados adequados para sua esposa. Ele a colocou em uma Instituição mental, Instituição para Doentes Mentais e para Epiléticos (Popularmente conhecido como Castelo dos Insanos, Irrenschloss em alemão), em Frankfurt, Alemanha, em 25 de novembro de 1901. Lá, ela foi examinada por Alois Alzheimer.

## Tratamento
Alois Alzheimer fez várias perguntas a ela e perguntou novamente mais tarde para ver se ela se lembrava. Ele disse a ela para escrever o nome dela. Ela tentou, mas esquecia o resto e repetia: "Eu me perdi" (em alemão: Ich habe mich verloren). Mais tarde ele a colocou em uma sala de isolamento por certo tempo. Quando ele a soltava, ela gritava: "Não serei cortada. Não me cortarei".
Depois de muitos anos ela ficou completamente demente, murmurando para si mesma. Auguste Deter faleceu em 8 de abril de 1906. Mais de um século depois seu caso foi reexaminado com modernas tecnologias médicas onde uma causa genética foi encontrada para sua doença por cientistas de Gießen e Sydney. Os resultados foram publicados na revista The Lancet Neurology. De acordo com este artigo, uma mutação no gene PSEN1 foi encontrada, que altera a função da gama-secretase, uma causa conhecida da doença de Alzheimer de início precoce. No entanto, os resultados não puderam ser replicados em um artigo mais recente publicado em 2014, em que "o DNA de Auguste D. não revelou indicação de uma mutação heterozigótica ou homozigótica não-sinônima nos éxons dos genes PPA, PSEN1 e PSEN2 compreendendo as já conhecidas mutações familiares da Doença de Alzheimer."
Alzheimer concluiu que Auguste Deter não tinha noção de tempo ou lugar. Ela mal conseguia se lembrar dos detalhes de sua vida e frequentemente tinha respostas incoerentes que não tinham nada a ver com a pergunta. Seu humor mudava rapidamente entre ansiedade, desconfiança, retraimento e "lamentação". Não podiam deixá-la passear com as enfermarias, porque ela abordava outros pacientes que poderiam a atacar. Não era a primeira vez que o Dr. Alzheimer havia visto uma degeneração completa da psique nos pacientes, mas anteriormente, diferente deste caso, os pacientes tinham mais de setenta anos. Nas semanas seguintes ele continuou a questioná-la e a registrar suas respostas. Ela frequentemente respondia: "Oh, Deus!", E "eu me perdi, por assim dizer". Ela parecia estar consciente de seu desamparo. Alzheimer chamou de "Doença do Esquecimento".

## Morte e legado
Em 1902, Alzheimer deixou o Irrenschloss (Castelo dos Insanos), como a Instituição era conhecida coloquialmente, para assumir uma posição em Munique, mas fazia frequentes ligações para Frankfurt perguntando sobre a condição de Deter. Em 8 de abril de 1906, Alzheimer recebeu uma ligação de Frankfurt informando que Auguste Deter havia falecido. Ele solicitou que seus registros médicos e cérebro fossem enviados a ele. Seu prontuário registrava que nos últimos anos de sua vida sua condição havia se deteriorado consideravelmente. Sua morte foi resultado de sepse causada por escaras infectadas. Ao examinar seu cérebro, Alzheimer encontrou placas senis e emaranhados neurofibrilares. Estes seriam a marca registrada da doença de Alzheimer, como os cientistas a conhecem hoje. Auguste teria sido diagnosticada com doença de Alzheimer de início precoce, se fosse atendida por um médico atual.

## Redescoberta do prontuário médico
Em 1996, o Dr. Konrad Maurer e seus colegas, os Drs. Volk e Gerbaldo redescobriram os registros médicos de Auguste Deter. Nesses documentos, o Dr. Alzheimer registrou seu exame da sua paciente, incluindo as respostas dela para suas perguntas:

– Qual é o seu nome?
– Auguste.
– Sobrenome?
– Auguste.
– Qual é o nome do seu marido? – ela hesita e finalmente responde:
– Eu acho que... Auguste.
– Do seu marido?
– Ah, não não não.
– Quantos anos você tem?
– Cinquenta e um.
– Onde você mora?
– Ah, você esteve conosco.
– Você é casada?
– Ah, eu estou tão confusa.
– Onde você está agora?
– Aqui e em toda parte, aqui e agora, não me leve a mal.
– Onde você está no momento?
– Moraremos lá.
– Onde está sua cama?
– Onde deveria estar?
Por volta do meio-dia, Frau Auguste D. almoça carne de porco e couve-flor.
– O que você está comendo?
– Espinafre. (Ela estava mastigando carne.)
– O que você está comendo agora?
– Primeiro eu como batatas e depois rábano.
– Escreva um '5' – ela escreve: Uma mulher
– Escreva um '8' – ela escreve: Auguste (Enquanto ela escreve, ela diz repetidamente: –Eu me perdi, por assim dizer.)— Registros médicos de Alois Alzheiemr com Auguste Deter redescobertos em 1996